# Ritratto di Jakob Muffel
Il Ritratto di Jakob Muffel è un dipinto a olio su tavola trasferito su tela (48x36 cm) di Albrecht Dürer, siglato e datato 1526, e conservato nella Gemäldegalerie di Berlino. In alto si legge l'iscrizione EFFIGIES IACOBI MVFFEL AETATIS SVE ANNO LV SALVTIS VERO MDXXVI.

## Storia
L'opera venne eseguita a Norimberga, lo stesso anno che il pittore ritrasse anche Johann Kleberger e Hieronymus Holzschuher. Jakob Muffel era borgomastro di Norimberga lo stesso anno in cui l'artista donò alla sua città le tavole dei Quattro apostoli e non si esclude che l'avvenimento sia legato anche a questo dipinto. Muffel inoltre ebbe ruoli di un certo rilievo nell'amministrazione cittadina, occupando anche le cariche di membro del Consiglio e septemviro.
Le analoghe dimensioni della tavola di Hieronymus Holzschuher farebbero pensare che le due opere fossero state dipinte per qualche occasione ufficiale ed essere esposte in una sala pubblica del municipio cittadino.

## Descrizione e stile
Il protagonista è ritratto a mezzo busto di tre quarti voltato a sinistra, su uno sfondo azzurro scuro. Il carattere ufficiale dell'opera è sottolineato dal taglio statuario e dai bordi che lasciano poco spazio attorno all'effigie.
Indossa un ampio collo di pelliccia maculata su una giubba scura e una camicia scura con il colletto ornato di pieghette sul bordo. Lo sguardo è distaccato e perso nel vuoto, a differenza di quello orgoglioso e sicuro di Hieronymus Holzschuher: il contrasto fu sicuramente voluto poiché Dürer conosceva bene i due personaggi, suoi concittadini, ed essi erano anche amici tra loro.
L'accuratezza della resa dei dettagli, come nella pelliccia resa quasi ciuffo per ciuffo, non compromette comunque il vigore dell'insieme, né l'energià psicologica che scaturisce dalla figura. Panofsky sottolineò il confronto tra i ritratti dei due funzionari norimberghesi, con la contrapposizione tra il carattere più risoluto del secondo opposto a quello freddo e disincantato del Muffel, sottolineato dalla bocca sottile e le pupille piccole e fisse.